# Parque Balboa

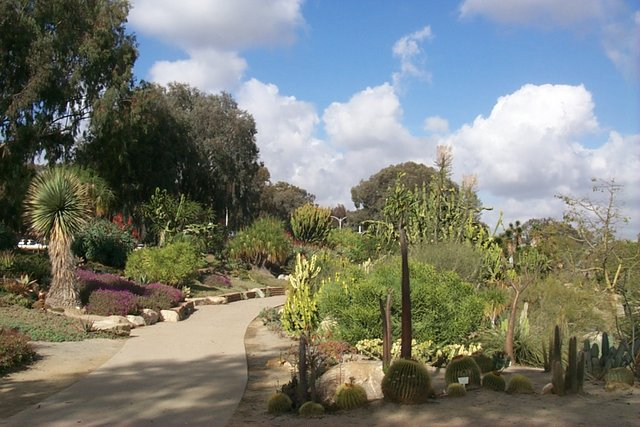
Desert garden.

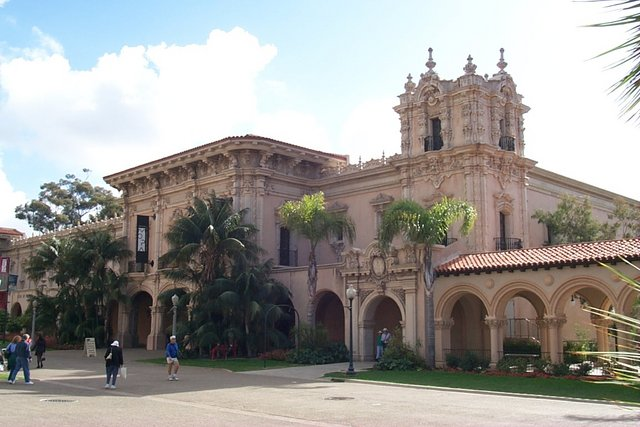
Museo.

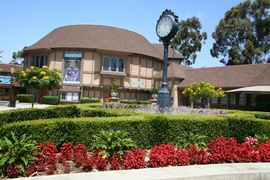
Old Globe Theater.

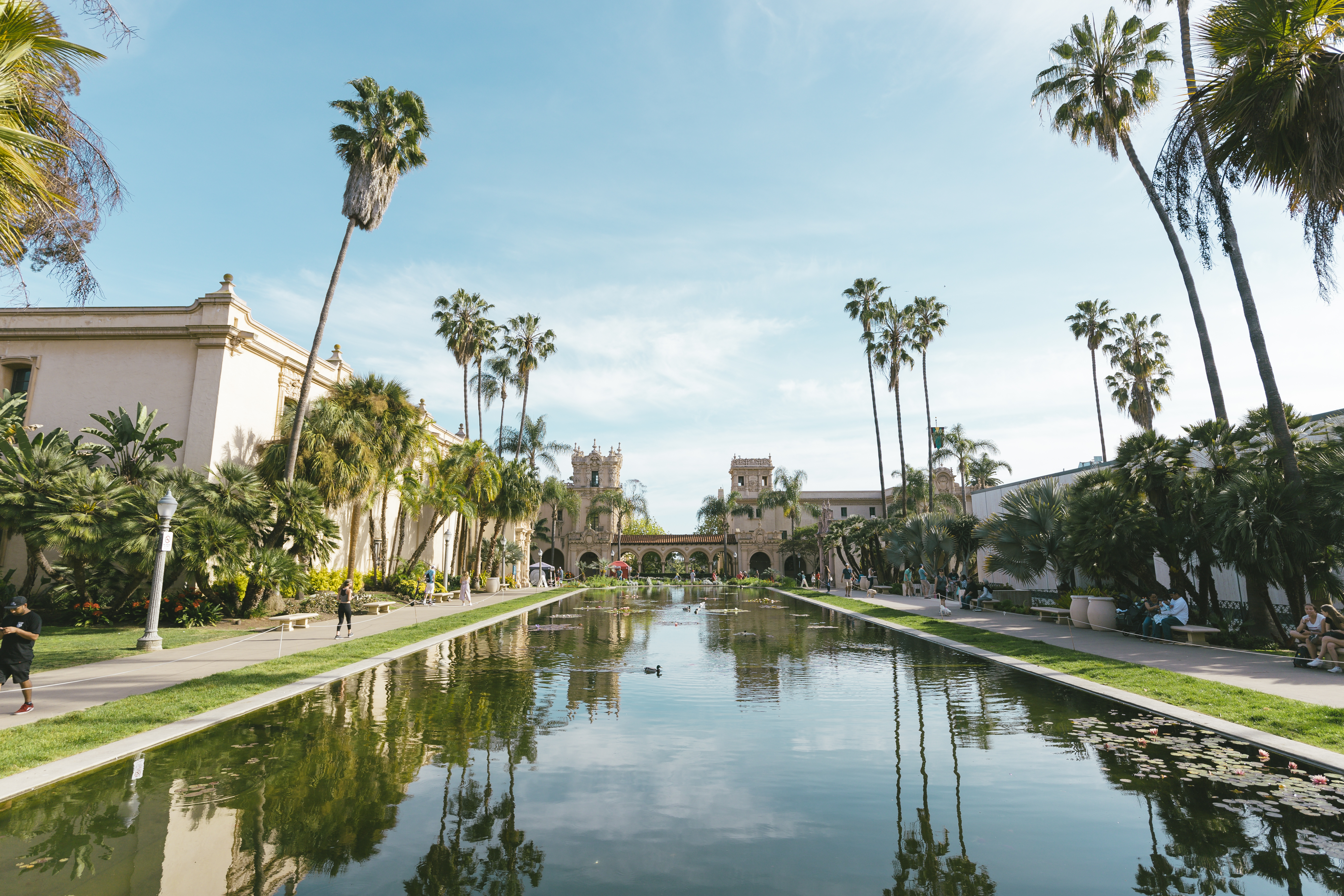
Lily Pond, Balboa Park, San Diego, California

El Parque Balboa es un parque urbano cultural de 1,200 acres (4.9 km²) en San Diego, California, Estados Unidos nombrado así por el explorador español Vasco Núñez de Balboa. Es el parque urbano más grande de Estados Unidos y está situado en una reserva desde 1835, y también es uno de los lugares más antiguos de los Estados Unidos dedicado al uso recreativo público. Además de espacios abiertos y vegetación natural, contiene una variedad de atracciones culturales incluyendo museos, teatros, jardines, tiendas y restaurantes, así como el mundialmente famoso San Diego Zoo. 

## Historia
Hasta 1892 existía un espacio llamado Parque de la ciudad. En ese momento, la botánica y horticultora Kate Sessions arrendó un sector para realizar un vivero con el compromiso de plantar cien árboles al año en el parque y proporcionar trescientos más para el resto de la ciudad. En 1902 se organiza el Comité de Mejoramiento del Parque integrado por ella, el político y filántropo George W. Marston y la editora Mary B. Coulston. El trabajo de Sessions (llamada la Madre del Parque Balboa) resultó fundamental para asegurar el lugar del parque en la vida de la comunidad. En el proyecto trabajó también el arquitecto paisajista Samuel B. Parsons, Jr.
El Balboa Park fue declarado en 1977 un Lugar Nacional de Interés Histórico. El parque es administrado y mantenido por la Ciudad de San Diego y el Departamento de Parques y Recreación.

## Atracciones
Muchas de las atracciones del parque están a lo largo de El Prado, un largo, amplio paseo que atraviesa el centro del parque. La mayoría de los edificios de revestimiento de esta calle tienen el estilo neocolonial español, ricamente ornamentados en una mezcla ecléctica española y arquitectura de América Latina. A lo largo de este bulevar están muchos de los museos del parque y las atracciones culturales, incluido el California Quadrangle, el Museo del Hombre de San Diego, el Museo de Arte de San Diego, el Museo de Artes Fotográficas, el Instituto de Arte de San Diego, el Museo del Ferrocarril de San Diego, el Museo de Historia Natural, la Sociedad Histórica de San Diego, Ruben H. Fleet Space Theater and Science Center, la reflexión Pond, el edificio de celosía Botánico (que es siempre gratis), la Fuente de Bea Evenson, y el Museo de Arte Timken.
Hay una serie de jardines situado en el parque. Estos incluyen al Jardín Alcázar, Edificio Botánico, Jardín de Cactus, el Jardín de la Casa del Rey Moro, Parque de Inez Grant, Jardín Memorial Rose, el jardín japonés de la Amistad, Jardín de la Casa Marston, Jardín Palm Canyon y el Jardín de Zoro.
Las instalaciones teatrales y musicales son Spreckels Organ Pavilion, que incluye el órgano musical al aire libre más grande del mundo (siempre es gratis, empieza los domingos a las 2:00 p. m.); el Old Globe Theatre, una réplica del Globe Theatre de Shakespeare's y el Starlight Bowl.
Una colección de "casas de campo internacional" (véase la muestra libre en temporada alta los domingos a las 2:00), el Edificio Botánico con su piscina que refleja, ajedrez, herraduras, petanca, bolos sobre hierba y también clubes se encuentran en el parque.
Localizado en la esquina noreste del parque se encuentra el Campo del Complejo Deportivo Morley. Incluido en este complejo está el inquilino más grande del parque, el Complejo de Golf de Balboa Park, con un campo de 18 hoyos y un campo de golf ejecutivo de 9 hoyos, el Velódromo de San Diego, los campos de béisbol, el USTA adjudicado al Club de Tenis de Balboa, tiro con arco, la Piscina Bud Kearn, y un disco de golf.
Balboa Park se encuentra rodeado de muchos de los barrios del centro de San Diego como;, Bankers Hill, Hillcrest, North Park, South Park y Golden Hill.
Entre las instituciones localizadas alrededor pero no administradas por el parque de la ciudad se encuentra el San Diego High School, Naval Medical Center San Diego (NMCSD), y el San Diego Zoo.